# Alena Karešová
Alena Karešová, született Alena Engelmannová (Prága, 1927. január 27. – 2019. július 19.) cseh színésznő, egyetemi tanár.

## Életútja
Színészet tanult a Prágai Művészeti Akadémia Színházi Karán, tanulmányai során a Nemzeti Színházban szerepelt kisebb szerepekben a Xantip (1947) és az Apple Orchard (1948) színdarabokban. 1950-ben szerzett színművészi diplomát. 1950 és 1989 között egyetemi tanárként tevékenykedett a színművészeti karon (FAMU – Filmová a televizní fakulta Akademie múzických umění v Praze). Tankönyvet írt Kultura řeči (Beszédkultúra) címmel és német fordítóként is dolgozott.
Kétszer volt házas. Első férjétől elvált, második férje meghalt. Mindkét házassága gyermektelen maradt. 

## Filmjei

### Mozi- és tv-filmek
- Ki a legjobb ember? (Nejlepší člověk) (1954)
- Schůzka o půl čtvrté... (1957, rövidfilm)
- A főnyeremény (Hlavní výhra) (1958)
- A próba folytatódik (Zkouška pokračuje) (1959)
- Kotrmelec (1961)
- Návštěva (1961, rövidfilm)
- Halál a Cukor-szigeten (Smrt na cukrovém ostrově) (1961)
- A vadember halála (Tarzanova smrt) (1962)
- Az én bolondos familiám (Naše bláznivá rodina) (1968)
- Egy különös úr (Směšný pán) (1969)
- Alfons Karásek v lázních (1971, tv-rövidfilm)
- Svět otevřený náhodám (1971)
- Egy forró nyár éjszakája (Kronika žhavého léta) (1973)
- Vítr (1973, rövidfilm)
- Za volantem nepřítel (1974)
- Üzenet a meteoritban (Odysseus a hvězdy) (1976)
- Végre megértjük egymást (Konečně si rozumíme) (1977)
- Koncert pro mantinely (1977)
- Ať žijí duchové! (1977)
- Pihenőidő (Oddechový čas) (1978)
- Stíhán a podezřelý (1979)
- Historky z Ražické bašty (1979, tv-film)
- Jak rodí chlap ... Poštovský panáček (1979)
- Hra o královnu (1981)
- Vindobóna (1981, rövidfilm)
- Trhák (1981)
- Az a perc, az a pillanat (Ta chvíle, ten okamžik) (1981)
- Řetěz (1981)
- Velké přání (1981)
- Cicák és titkárnők (Křtiny) (1981)
- Ad akta (1981)
- Od vraždy jenom krok ke lži (1983)
- A Melichar nevű cipő (Bota jménem Melichar) (1983)
- Nővérkék (Sestřičky) (1983)
- Nap, széna, eper (Slunce, seno, jahody) (1983)
- Prodavač humoru (1984)
- Kakukk a sötét erdőben (Kukačka v temném lese) (1985)
- Mi van magával, doktor úr? (Co je vám, doktore?) (1985)
- Hajmeresztő hajnövesztő (Rozpustený a vypustený) (1985)
- Druhý tah pěšcem (1985)
- Podivná přátelství herce Jesenia (1985)
- Bűnös férjem (Můj hříšný muž) (1987)
- Zuřivý reportér (1987)
- Doktor úr szerelmes (Jak básníkům chutná život) (1988)
- Proces s vrahy Martynové (1988, tv-film)
- Čarodějky z předměstí (1991)
- Versengés a kastélyban (Nesmrtelná teta) (1993)
- Zámek v Čechách (1993, tv-film)
- Köszönet minden új reggelért (Díky za každé nové ráno) (1994)
- Válka barev (1995)

### Tv-sorozatok
- Fantom operety (1970, öt epizódban)
- Zeman őrnagy (30 případů majora Zemana) (1977, egy epizódban)
- Arabela (1979, hang, 13 epizódban)
- Dynastie Nováků (1982, egy epizódban)
- Malý pitaval z velkého města (1982)
- Lekár umierajúceho času (1983)
- A repülő fiú (Létající Čestmír) (1983, hang, hat epizódban)
- Die schöne Wilhelmine (1984)
- Mindenki tanköteles (My všichni školou povinní) (1984, két epizódban)
- Slavné historky zbojnické (1985)
- Hvězdy nad Syslím údolím (1986)
- Arabela visszatér (Arabela se vrací aneb Rumburak králem Říše pohádek) (1993, egy epizódban)
- Život na zámku (1996, egy epizódban)